# Ernest Boursier-Mougenot
Pour les articles homonymes, voir Boursier et Mougenot.
Jean-Pierre Boursier-Mougenot dit Ernest Boursier-Mougenot (Nancy, 20 juin 1933 - Nanterre, 20 novembre 2013), fils du peintre André Boursier-Mougenot, et père, entre autres, de Céleste Boursier-Mougenot, est d'abord plasticien puis historien de l'art des jardins. Il est aussi poète et créateur de jardins.

## Biographie
Il a passé une enfance proche de la nature dans l’est et le midi de la France. Après avoir suivi les cours de l’École nationale des métiers d’art à Paris, il fugue en Lorraine où il est berger avant de pratiquer les arts plastiques.
Pendant trente ans, du vitrail à de grandes sculptures qui sont autant de lieux à traverser, en passant par des bas-reliefs hétéroclites, il explore les ressources que lui offrent matériaux traditionnels (terre cuite, vitrail, émaux) tout autant que matériaux industriels (béton, brique) détournés de leur fonction première. 
En 1980 il est chargé du pré-inventaire des jardins d'intérêt historique, botanique et des paysages des Alpes-Maritimes. Il est l'auteur d'inventaires, d'études et d'article sur les jardins remarquables du sud-est.
Il s'installe en Bourgogne dans les années 2000 et y réalise, à Saulieu (Côte d'Or), son troisième jardin dans une ancienne corderie.
Son livre L'Amour du banc, paru en 2002 chez Actes Sud, vaste anthologie richement iconographiée sur le banc et ses usages de l'Antiquité jusqu'à nos jours, a reçu en 2003 le Prix Saint-Fiacre de l’Association des journalistes des jardins et de l’horticulture.
Les Ani'mots de Buffon, préfacé par Allain Bougrain-Dubourg, est un bestiaire analogique qui rapproche d’une soixantaine d’animaux, en majorité décrits par Buffon, tout ce qui porte le même nom qu’eux.
En 2011 paraît Vers mal arrimés, recueil de poèmes tour à tour cocasses ou nostalgiques, aux éditions La Pierre qui roule. On y sent parfois des accents naïfs à la Prévert, mais surtout un subtil travail de versification, de rythme et de sonorités où l'on retrouve une influence mallarméenne.

## Arts plastiques
Vitraux
Entre 1955 et 1957, Ernest Boursier-Mougenot crée les vitraux de l'église Notre-Dame des Chênes à Grasse et produira, outre une soixantaine d'œuvres dans des maisons particulières, des créations en vitrail jusqu'en 1978 pour l'Hôtel des Postes à Bormes-les-Mimosas. Une dizaine de lieux de culte présente ses œuvres, en particulier à l'église d'Endoume à Marseille (1971) et l'église d'Aspremont dans les Alpes-Maritimes (1978).
Mais il ne se limite pas à l'art sacré et crée des vitraux pour le night-club Le Moulin à Cagnes-sur-Mer (1966), pour le restaurant Halt-Berlin à Cannes (1969), après avoir reconstitué, en 1960, une verrière du XIVe siècle à Dangeau en Eure-et-Loir.
Dès 1961, il produit aussi des dalles de verre, et s'oriente, à partir de 1965, vers le mélange des matériaux pour des sculptures plastiques en béton, terre cuite, brique, sans pour autant abandonner la matière de verre (verre gravé, dalle de verre, émaux, miroir).
Dalles de verre
Des années 1960 aux années 1980, Ernest Boursier-Mougenot est l'auteur d'une quinzaine de dalles de verre, dans des lieux de cultes (chapelle de l'île de Port-Cros, en 1969 ; église Sainte-Monique à Nice en 1973 ; chapelle des Pères du Saint-Esprit à Vence en 1985), dans des lieux publics (extension du Palais de Justice de Grasse, école maternelle de la Pinette d'Aix-en-Provence, salle municipale de Saint-Vallier-de-Thiey dans les Alpes-Maritimes) ou privés (night-club Le Jimmy's à Cagnes-sur-Mer en 1963), et jusqu'à la coupole de la résidence d'Houphouët-Boigny à Abidjan en Côte d'Ivoire.
Arts plastiques
Sculptures-lieux, claustras (en béton et verre gravé pour l'Office de tourisme d'Aix-en-Provence, pour qui il a aussi créé une fontaine murale en pierre en 1971), remarquable sculpture-bain de soleil en béton et mosaïque de grès pour la piscine municipale de Peymeinade... À partir de 1965, Ernest Boursier-Mougenot associe matériaux traditionnels (terre cuite, vitrail, émaux) et matériaux industriels (béton, brique) pour des bas-reliefs hétéroclites, des sculptures à traverser et à s'approprier. Il a produit plus d'une douzaine d'œuvres comme le mur d'entrée en béton et miroir de la Maison de la Culture de Vitrolles en 1966.
Il a parfois collaboré avec Anna-Maria Terracini, comme pour la fontaine en béton et pâte de verre de la place Saint-Roch à Peymeinade, ainsi que pour la mosaïque de pâte de verre du mur d'entrée du Groupe scolaire Antoine de Saint-Exupéry de Grasse.
Une exposition-rétrospective sur son travail de plasticien est proposée par la Maison du Patrimoine de Grasse, de septembre 2015 à mai 2016 : Ernest Boursier Mougenot : Entre ombre et lumière. L'exposition se base essentiellement sur les nombreuses photographies d'Alain Sabatier. Une impasse, à Grasse, a d'ailleurs pris son nom en 2018.